# シウコアトル

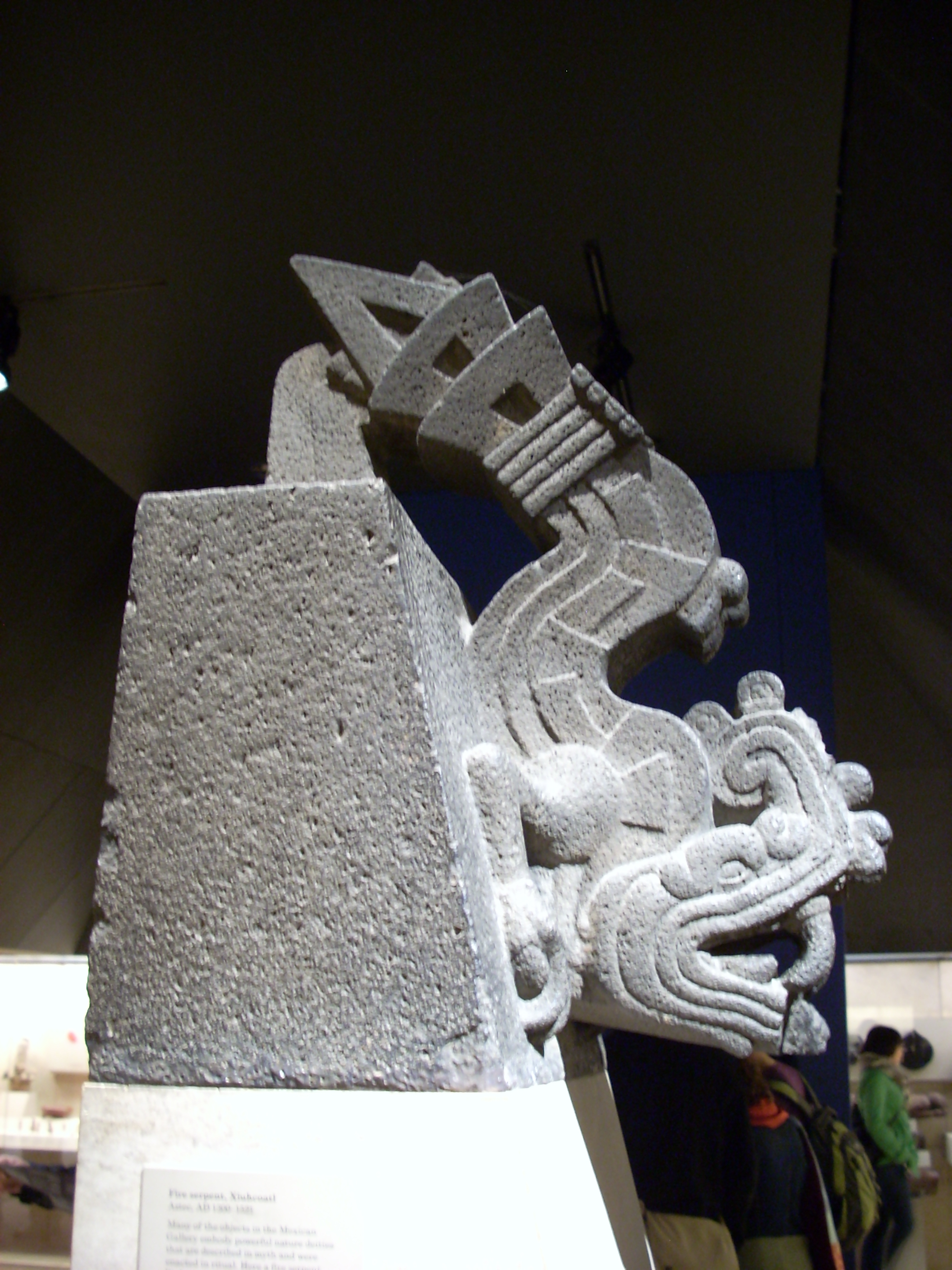
シウコアトルの像。大英博物館蔵

シウコアトル（Xiuhcoatl）は、アステカ神話に登場する炎の蛇の怪物で、とくにウィツィロポチトリがコヨルシャウキらと戦ったときに武器として使用したことで知られる。

## 概要

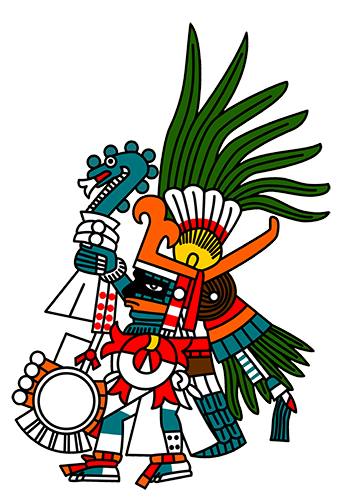
シウコアトルを持つウィツィロポチトリ。ブルボン絵文書の模写

シウコアトルは文字どおりにはナワトル語で「トルコ石（xihuitl、合成語では xiuh- に変化する）の蛇（cōātl）」を意味する。ナワトル語の xihuitl は多義語で「トルコ石、草、年」などを意味する。
ボルジア絵文書にはショロトルがシウコアトルを連れている様子が描かれている。46ページでは4匹のシウコアトルがトルコ石の鏡を取りまいている。同様の文様をもつ鏡はチチェン・イッツァやトゥーラから出土している。
シウコアトルは火の神シウテクトリを象徴する動物として使用される。
シウコアトルの登場するもっとも有名な話はウィツィロポチトリの誕生説話である。女神コアトリクエが謎の妊娠をしたことを聞いて怒ったその娘のコヨルシャウキと400人の弟（センツォン・ウィツナワ）はコアトリクエを殺すためにコアテペクの山に登った。その時ウィツィロポチトリが武装した姿でコアトリクエから誕生し、盾・投げ矢・シウコアトルで戦った。シウコアトルはコヨルシャウキの体を貫通した。
稲妻は、しばしばウィツィロポチトリがコヨルシャウキを倒したときのシウコアトルと同一視される。